# Veronica Galletta

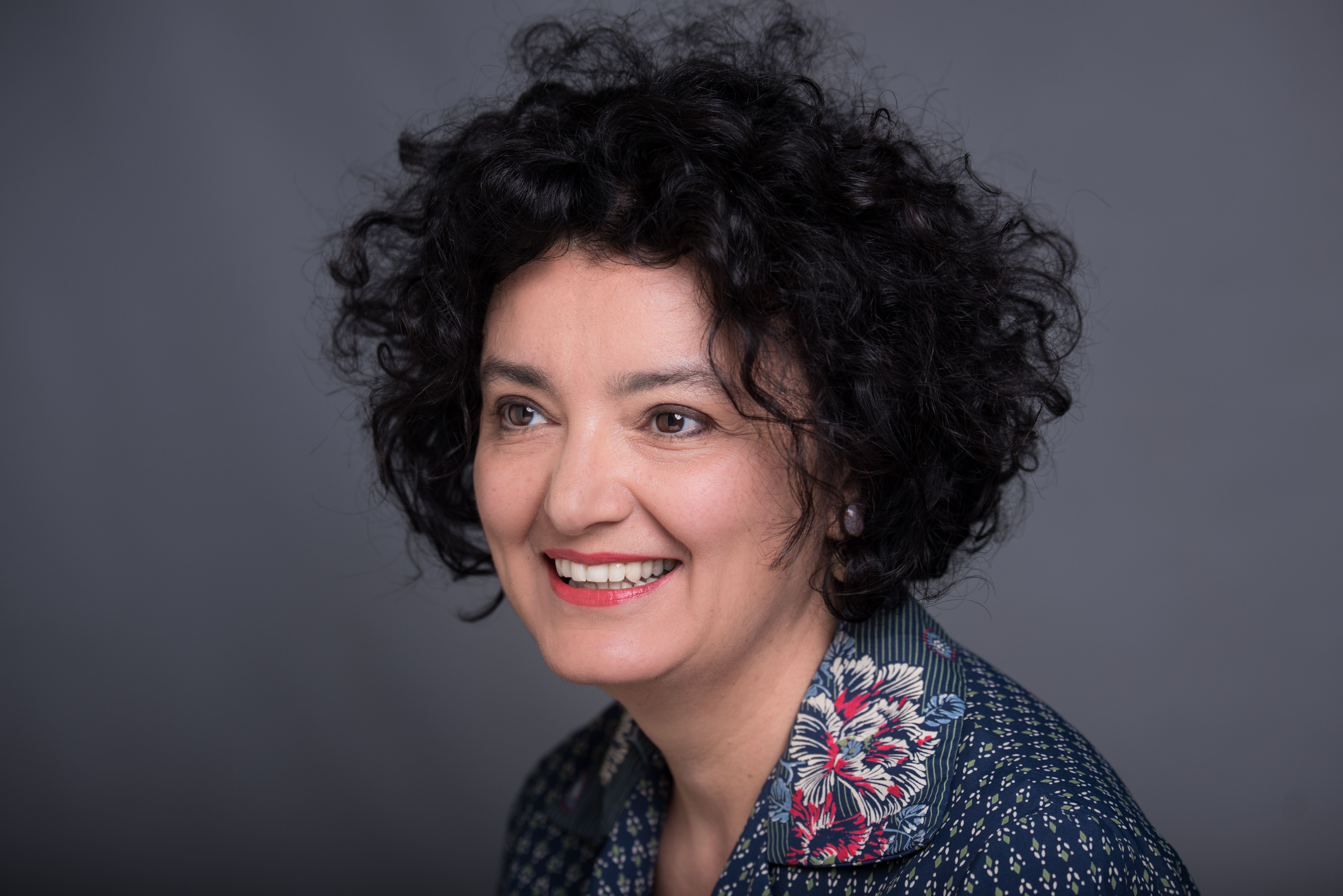
Veronica Galletta

Veronica Galletta (Siracusa, 16 dicembre 1971) è una scrittrice italiana.

## Biografia
Nata e cresciuta a Siracusa, ha trascorso parte dell'infanzia a Ozieri, in Sardegna, e da anni vive a Livorno. È laureata in ingegneria civile idraulica a Catania, materia in cui ha conseguito un dottorato di ricerca, e ha lavorato come ingegnere prima di intraprendere la carriera di scrittrice.
Ha scritto numerosi racconti pubblicati su riviste e quotidiani.
Con Le isole di Norman ha vinto nel 2020 il Premio Campiello Opera Prima.
Con Nina sull'argine nel 2022 è finalista al Premio Strega, oltre a essersi aggiudicata il Premio Letteratura d'Impresa.

## Opere

### Romanzi
- Le isole di Norman, Roma, Italo Svevo Edizioni, 2020, ISBN 978-88-99028-45-9.
- Nina sull'argine, Roma, Minimum Fax, 2021, ISBN 978-88-3389-287-0.
- Pelleossa, Roma, Minimum Fax, 2023, ISBN 978-88-3389-504-8.
- Malotempo, Roma, Minimum Fax, 2025, ISBN 978-88-3389-601-4.

### Racconti
- Esondazione, in Circospetti ci muoviamo, Firenze, Effequ, 2021. ISBN 979-12-8026-310-0

### Prefazioni
- Prefazione a La madre di Grazia Deledda, Napoli, Alessandro Polidoro Editore, 2021. ISBN 978-88-8573-755-6

## Premi e riconoscimenti
- Nel 2013 il monologo Sutta al giardino le è valso il premio per monologhi teatrali “Per Voce Sola” della cooperativa del Teatro della Tosse di Genova[7].
- Nel 2017 il suo romanzo inedito Pelleossa è arrivato tra i finalisti della III edizione del premio Neri Pozza[8].
- Nel 2020, con il romanzo Le isole di Norman, già finalista alla XXVIII del Premio Calvino[9], ha vinto il Premio Campiello Opera Prima[10][11].
- Nel 2022 è finalista al Premio Strega con il romanzo Nina sull'argine, uscito a ottobre 2021 per minimum fax[12].
- Nel 2022 con il romanzo Nina sull'argine vince il Premio Letteratura d'Impresa[13].
- Nel 2025 con il romanzo Pelleossa riceve il premio speciale "Porti di mare" al Premio Letterario Internazionale del Mare Piero Ottone[14].
- Nel 2025 con il romanzo Malotempo riceve il premio speciale "Giorgio Patrizi" al Premio Letterario Città di Lugnano[15].